# Thekla Knös

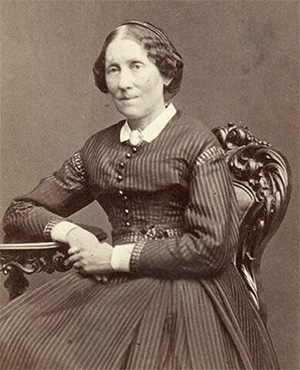
Thekla Knös, 1870

Thekla Levinia Andrietta Knös (* 17. Juli 1815 in Uppsala; † 10. März 1880 in Växjö) war eine schwedische Autorin, Dichterin und Übersetzerin.

## Leben
Thekla Knös war die Tochter des Professors Gustaf Knös, der an der Universität von Uppsala lehrte, und seiner Frau Alida Maria Olbers. Sie wuchs in einem wohlhabenden und gebildeten Umfeld auf, das ihr gute Fremdsprachenkenntnisse und literarische Bildung vermittelte. Nach dem Tod ihres Vaters 1828 zogen Mutter und Tochter nach Uppsala. Sie lebten unter schlechten finanziellen Bedingungen und waren auf Spenden angewiesen, dennoch unterhielten sie einen literarischen Salon, in dem Thekla ihre Ausbildung fortsetzte. Zu den Besuchern des Salons, die Thekla in ihren schriftstellerischen Anfängen förderten, gehörten unter anderem Erik Gustaf Geijer, Per Daniel Amadeus Atterbom, Adolf Fredrik Lindblad, Israel Hwasser und Hans Järta. Knös beherrschte Englisch, Deutsch und Französisch, in gewissem Maße auch Italienisch, und verdiente sich so ihr Geld durch Übersetzungen; des Weiteren gab sie Sprachunterricht.
Thekla Knös bekam ihren ersten Übersetzungsauftrag eines Verlages im Jahre 1847, als sie Charles Dickens’ Das Heimchen am Herde (1845) ins Schwedische übersetzen sollte. 1851 begann Knös, erste eigene Werke zu verfassen. Für ihre Gedichtsammlung Ragnar Lodbrok gewann sie als einzige Frau in der Geschichte Schwedens den Großen Preis der Svenska Akademien. Viele ihrer Geschichten und Gedichte wurden vertont, am häufigsten wird von ihren Werken heute noch die Komposition von Adolf Fredrik Lindblad zu ihrem Werk Drömmarne gespielt. 1868 gewann Thekla Knös erneut den Großen Preis der Svenska Akademien für ihren Sonett-Zyklus Pagen. Neben Gedichten zählen Kinderlieder, Sagen und Aufzeichnungen über das Gesellschaftsleben des damaligen Uppsala zu Knös' Werk.
Die letzten elf Jahre ihres Lebens verbrachte sie in einer Nervenheilanstalt, nachdem sie seit dem Tod ihrer Mutter im Jahr 1855 wiederkehrend unter Depressionen gelitten hatte. Die Werke aus dieser Zeit wurden erst posthum veröffentlicht. Thekla Knös starb im Alter von 64 Jahren am 10. März 1880 in Växjö. Sie wurde auf dem Alten Friedhof ihrer Heimatstadt Uppsala begraben.

## Werke (Auswahl)

### Gedichte und Romane
- 1851: Drömmarne
- 1851: Ragnar Lodbrok
- 1852: Dikter I
- 1852: Elfvornas qvällar
- 1853: Dikter II
- 1855: Konvaljerna, mit Daniel und Louisa Müller
- 1855: Fyrväpplingen, mit Daniel und Louisa Müller sowie Fredrika Bremer
- 1868: Pagen
- 1880: Efterlemnade anteckningar

### Übersetzungen
- 1847: Das Heimchen am Herde (Syrsan vid spiseln), Charles Dickens
- 1949: Schwarzwälder Dorfgeschichten (Byhistorier från Schwarzwald), Berthold Auerbach
- 1866: Elisabeth (Elisabeth: En berättelse, som icke slutas vid bröloppet), Marie Nathusius

## Auszeichnungen
- 1847: Großer Preis der Svenska Akademien für Ragnar Lodbrok
- 1868: Großer Preis der Svenska Akademien für Pagen